# Johannes Evers

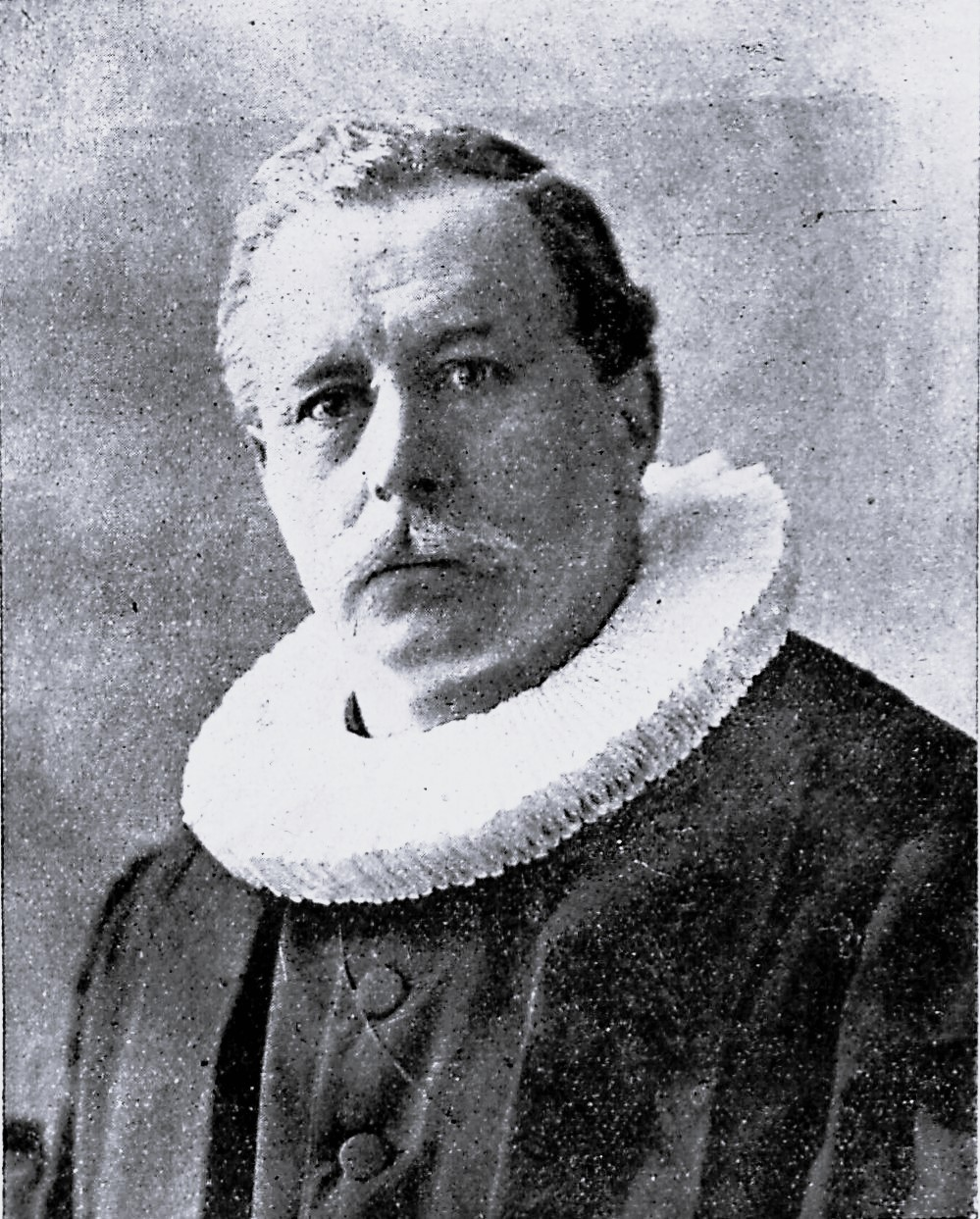
Johannes Evers

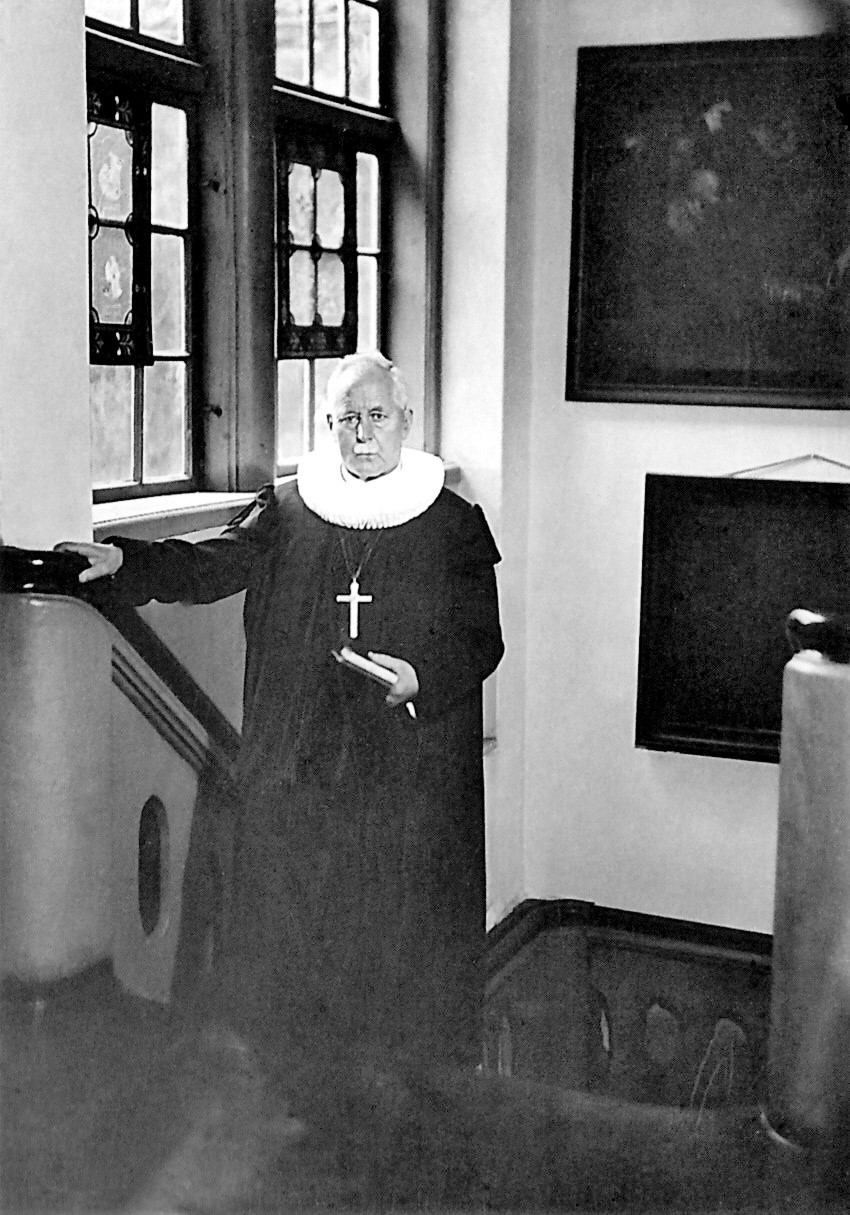
Johannes Evers (1928)

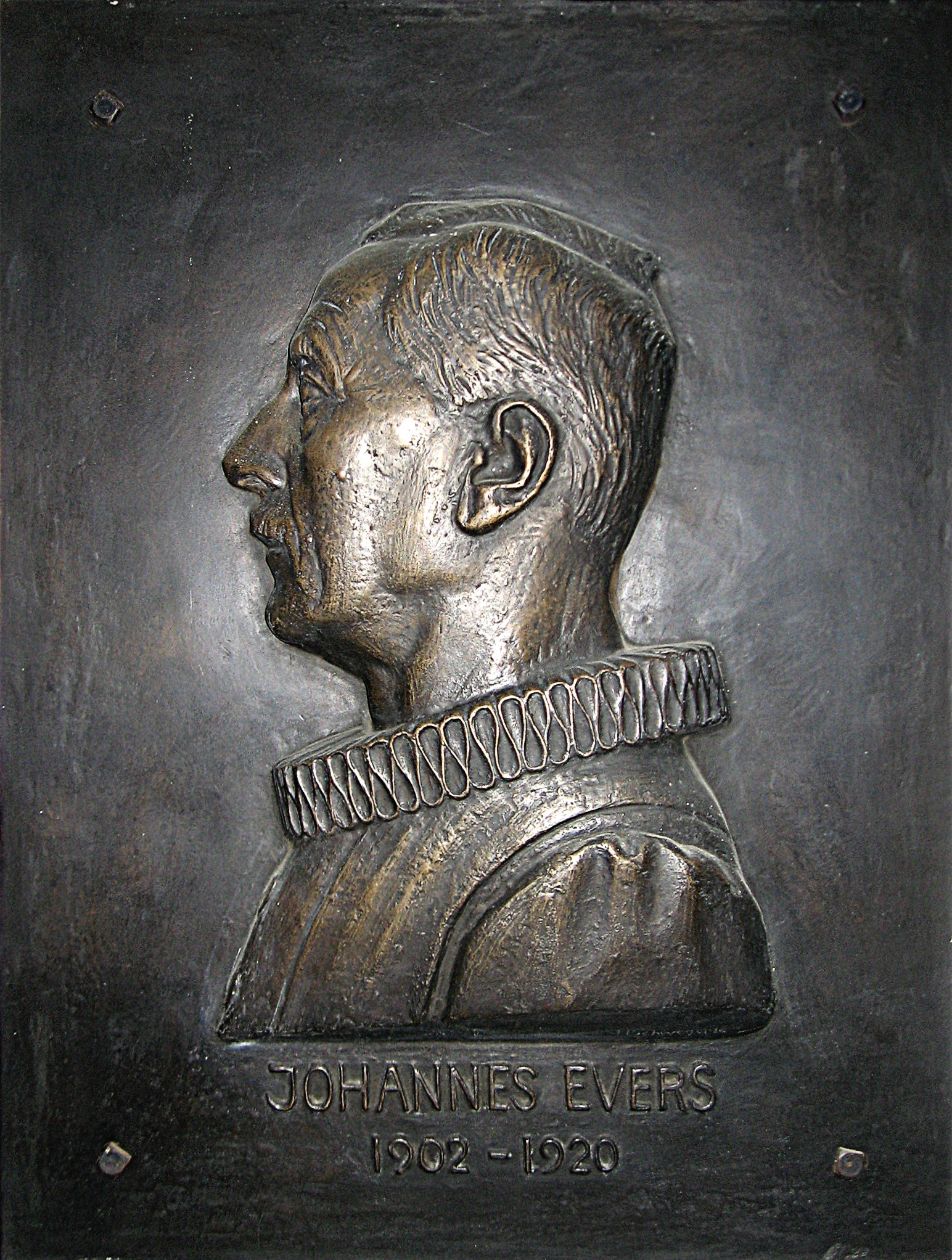
Relief von Johannes Evers in der Kirche St. Gertrud in Lübeck

Johannes Hermann Friedrich Evers (* 8. Oktober 1859 in Lübeck; † 9. Januar 1945 ebenda) war ein deutscher evangelisch-lutherischer Geistlicher und erster hauptamtlicher Senior in Lübeck.

## Leben

### Herkunft
Evers entstammte einer alten Lübecker Kaufmannsfamilie. Sein gleichnamiger Vater (1812–1864) war mit Sophie, geborene Taube (1818–1896), verheiratet. Johann Heinrich Evers war sein Bruder.

### Laufbahn
Nach dem Ostern 1879 bestandenen Abiturexamen am Katharineum bezog er gemeinsam mit dem späteren Hauptpastor des Doms, Christian Reimpell, die Universität Erlangen zum Studium der Evangelischen Theologie. Hierfür verließen sie zu ihrer zweitägigen Anreise am 27. März 1879 den lübeckischen Bahnhof und übernachteten in Eisenach auf der Wartburg.
Während der ersten beiden Semester genügten sie als Einjährig-Freiwillige Ihrer Militärdienstpflicht und wurden in den darauffolgenden drei Semestern von dem Dogmatiker Franz Hermann Reinhold Frank und dem Neutestamentler Theodor Zahn geprägt. Er wurde schon zu Beginn seines Studiums Mitglied der christlichen Studentenverbindung Uttenruthia Erlangen.
Es folgten die Universitäten in Berlin und Göttingen als weitere Studienorte. Nach Ablegung der theologischen Amtsprüfung im Herbst 1883 war er geraume Zeit als Hauslehrer tätig.
Am 2. Februar 1886 wurde Evers zum dritten Pastor an St. Jacobi erwählt. Bei der Teilung der St. Jacobikirchengemeinde und gleichzeitiger Gründung einer St. Gertrudkirchengemeinde im Jahre 1902 wurde er Pastor der neuen Gemeinde. Er wirkte aktiv bei der Umsetzung der Neuregelung des Begräbniswesens in der Stadt mit. Als Mitglied der Friedhofsbehörde weihte er mit dem ersten Begräbnis am 13. Mai 1907 den Vorwerker Friedhof, den von da an größten Friedhof der Stadt, ein. Unter anderem hielt er im Vaterländischen Verein einen Vortrag über diese Thematik. Wie Johannes Bernhard beim Neubau der St. Lorenz-Kirche galt Evers als treibende Kraft bei der Gemeindegründung und dem Bau von deren Kirche. In dieser genoss er ein hohes Ansehen. Sie erwählte ihn am 9. Juli 1909 zu ihrem Hauptpastor.
Evers war ab 1903 langjähriges Mitglied der Lübeckische Bürgerschaft und, während mehrerer Wahlperioden, des Bürgerausschusses. Als Bürgerlicher Deputierter wurde er am 17. Oktober 1906 erwählt. 1919 trat er in die DNVP ein und blieb bis zu ihrer Auflösung im Jahre 1933 deren Mitglied.

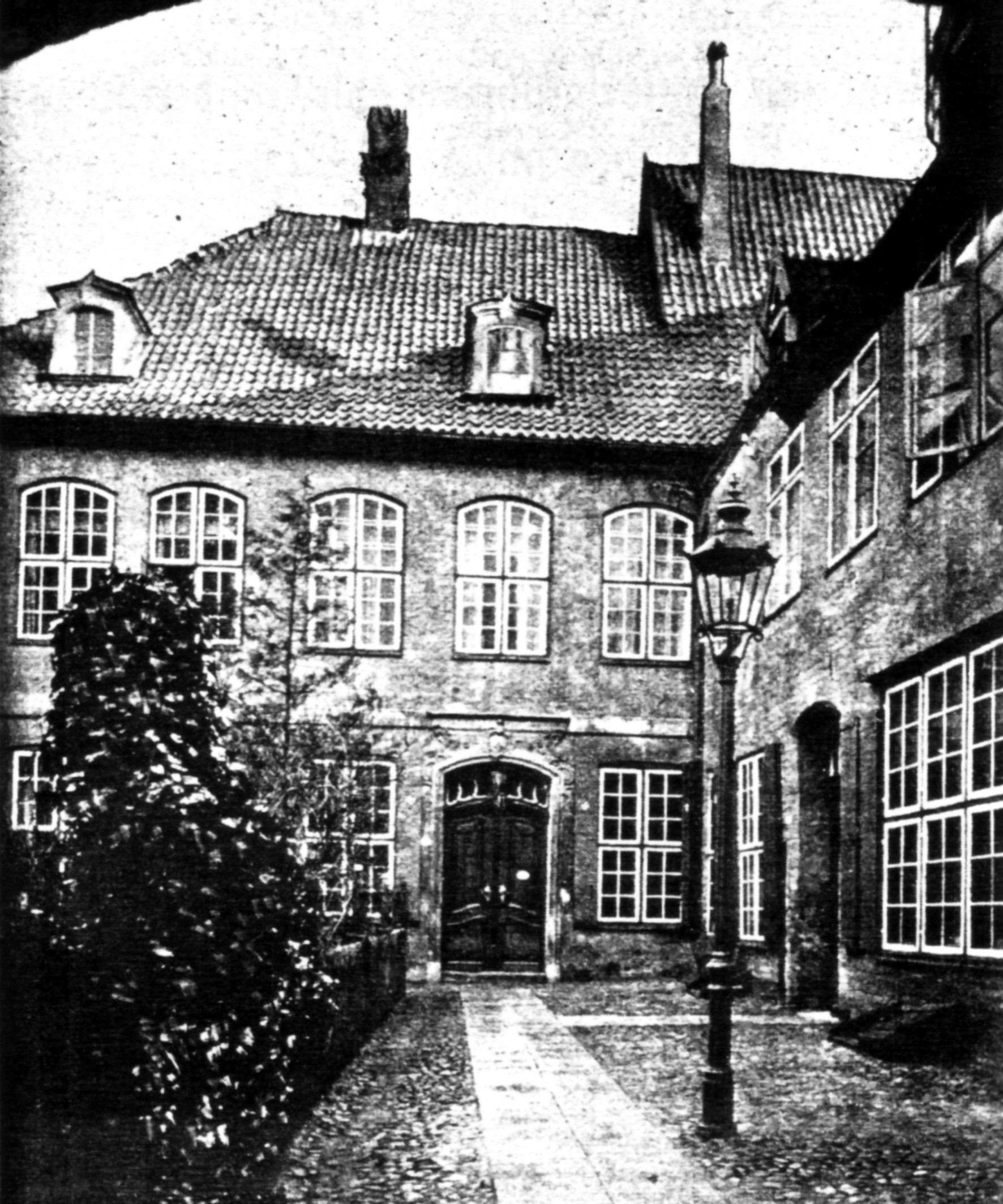
Sitz der Superintendenten im Innenhof der Wehde

Kurz nach dem Tode des ein Jahr älteren Johannes Becker, mit dem Evers schon seit seiner Jugend befreundet war, wurde Evers vom lübeckischen Senat zu dessen Nachfolger als Senior des Geistlichen Ministeriums und damit zum Leitenden Geistlichen der Evangelisch-Lutherischen Kirche in Lübeck ernannt. Evers war der letzte Senior, der noch vom Senat als Inhaber des Landesherrlichen Kirchenregiments ernannt wurde, und zugleich der erste hauptamtliche Senior. Er übernahm einen Teil der Predigttätigkeit in der Rats- und Marktkirche St. Marien und zog in das Haus des Superintendenten in der Wehde.
Zum 1. Juni 1920 verabschiedete er sich von der St. Gertrud-Gemeinde. Diese dankte ihm für sein dortiges Wirken, indem sie von Hans Schwegerle ein Relief aus Bronze anfertigen ließ. Der Vorsitzende des Kirchenvorstands, der seinerzeit Erste Staatsanwalt Dr. Cay Diedrich Lienau, übergab die Plakette während des Gottesdienstes am 24. April 1921 in Gegenwart des Bürgermeisters Neumann der Gemeinde. Sie hängt am mittleren Pfeiler der Kirchennordwand.
Evers hat sich für Sozialprojekte im Sinne der Inneren Mission eingesetzt. Auf seine Anregung hin wurde 1921 der „Landesverband für evangelische Wohlfahrtspflege“, deren Leiter er wurde, gegründet. Er war Vorsitzender des Lübeckischen Zweigvereins des Evangelischen Bundes.
Seine Arbeit erstreckte sich aber nicht nur auf das Gebiet seines Amtes, Predigt und Seelsorge, sondern auch auf die Teilnahme am öffentlichen Leben. So engagierte er sich in der Gesellschaft zur Beförderung gemeinnütziger Tätigkeit, bekleidete von 1918 bis 1921 das Amt des Direktors der Gesellschaft und war deren Archivar.
Evers war führend an der Schaffung und Einführung der neuen Kirchenverfassung von 1921 beteiligt, die die Rahmenbedingungen kirchlicher Arbeit in Lübeck nach dem Ende des Landesherrlichen Kirchenregiments und der Trennung von Staat und Kirche festlegte.
Anlässlich seines 40-jährigen Ordinationsjubiläums verlieh die theologische Fakultät der Kieler Universität Evers im Februar 1926 am „Tage von Worms“ die Würde eines theologischen Ehrendoktors.
1929 nahm Evers als offizieller Vertreter Lübecks an der Gedächtnisfeier von Speyer teil, ebenso am Lutherischen Weltkonvent in Kopenhagen.
Im Herbst des Jahres 1933 wurde Evers, auch auf Druck der inzwischen an die Macht gekommenen Nationalsozialisten und der äusseren Umstände der Kirchenumwälzung, emeritiert. Sein Nachfolger als Leitender Geistlicher wurde der deutsch-christliche Hamburger Pastor Erwin Balzer, der den Titel Bischof erhielt.

### Familie
Johannes Evers war verheiratet mit Anna, geb. Plitt (1874–1906). Das Paar hatte drei Kinder, darunter als jüngsten Sohn den späteren Kunsthistoriker Hans Gerhard Evers.

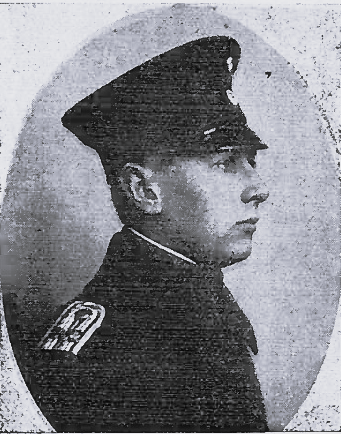

Der Sohn Hermann Evers wurde am 30. Juli 1896 geboren, besuchte das hiesige Katharineum und bestand nach Ausbruch des Krieges die Notreifeprüfung. Bereits im August 1914 hatte sich der Oberprimaner bei dem Heimischen Regiment als Kriegsfreiwilliger gemeldet, wurde angenommen und bestand wenige Tage später die Notreifeprüfung. Mit dessen ersten Ersatz rückte er am 18. Oktober 1914 ins Feld. Durch einen wichtigen Erkundungsgang erwarb er sich bereits am 31. Oktober das EK  II und später das Lübeckische Hanseatenkreuz.
Zur Teilnahme an einem Reserve-Offiziers-Aspirantenkursus im Lockstedter Lager kehrte er am 18. März 1915 in die Heimat zurück. Während des Kurses wurde er zuerst zum Unteroffizier und kurz darauf zum Vizefeldwebel befördert, bevor er Ende August zum zweiten Male ins Feld rückte.
Er nahm bis zum Ende des Winters an allen, auch den Sturmangriff auf die „Gießeler Höhe“ am 21. Februar 1916, teil. Inzwischen zum Leutnant befördert, kämpfte er an der Somme. Während der Schlacht bei Arras wurde er zum Führer der 2. Kompanie ernannt. Am Abend des 9. Augusts traf ihn an der Spitze seiner bei Monchy (Siegfriedstellung) gefechtsbereit stehenden Kompanie ein Sprengstück einer Granate. An den Folgen verstarb er am nächsten Morgen im Lazarett bei Férin.

## Werke
- Die St. Gertrud-Kirche zu Lübeck. Festschrift zur Einweihung der Kirche am Sonntag, 26. Juni 1910 Selbstverlag 1910
- Ehrenliste der Lübecker Theologen und des Lübecker Pfarrhauses: 1914-1918. Selbstverlag ([Lübeck, Moltkepl. 30]: [D. Joh. Evers]) 1937

## Verweise